# 王芝龍
王芝龍（1981年3月23日—），棒球選手，台灣花蓮縣人。身高175公分，體重75公斤，右投右打，主要守備位置內野，已婚。

## 經歷
- 光復國小
- 光復國中
- 高苑工商
- 嘉義大學(肄業)
- 中信鯨練習生

## 個人年表
- 1996年--第七屆IBA世界青少棒錦標賽中華代表隊

## 曾獲獎項
- 1993年郭源治獎學金硬式少棒組
- 1996年全國青少棒春季賽美技獎

## 特殊事蹟
- 1993年6月21日--全國硬式少棒賽無安打無失分比賽(6局，3四壞球，1失誤)

## 外部連結
- 王芝龍在台灣棒球維基館上的頁面（繁體中文）